# Olivaer Tabulatur
Die Olivaer Tabulatur ist eine Sammlung von 329 Instrumental- und Vokalkompositionen im „neudeutschen“ Stil aus der Bibliothek des Zisterzienserklosters zu Oliva. Die Tabulatur entstand wahrscheinlich um 1619. Sie wird auch „Braunsberger Tabulatur“ genannt.
Die Kompositionen werden Petrus de Drusina, Organist aus Danzig und Elbing, wahrscheinlich Schüler von Antonius Scandellus, sowie Andreas Hakenberger und Diomedes Cato zugeschrieben.